# Karsten Meyer (Schauspieler)
Karsten Meyer (* 1965 in Ribnitz-Damgarten; † 2. Juni 2018 in Aachen) war ein deutscher Theaterschauspieler, Regisseur und Musiker.

## Leben
Karsten Meyer wurde in Ribnitz-Damgarten, zwischen Rostock und Rügen gelegen, in der ehemaligen DDR geboren. Sein Vater war Pfarrer, seine Mutter Organistin. Er wuchs unter anderem in Berlin auf, wo er von 1985 bis 1989 an der Hochschule für Schauspielkunst „Ernst Busch“ auch sein Schauspielstudium absolvierte. Noch während seiner Ausbildung trat er im Januar 1988 in Heiner Müllers Theaterstück Der Lohndrücker beim Berliner Theatertreffen auf.
Sein erstes Festengagement hatte er von 1989 bis 1992 am Thalia Theater Halle. Es folgte 1993–1995 ein weiteres Engagement an den Uckermärkischen Bühnen Schwedt. 1996–1997 war er an den Städtischen Bühnen Osnabrück engagiert, wo er mit Tod den Teebeuteln – Ein Dreiklang über die Kunst seine erste Regiearbeit für das Theater realisierte.
Von Mai 1997 bis 2002 war Meyer festes Ensemblemitglied am Theater der Altmark (TdA) in Stendal. Am TdA war er unter anderem in Faust I (als Mephisto), Romeo und Julia (als Mercutio) sowie in den Inszenierungen Die Leiden des jungen W., Kleinbürgerhochzeit (1998) und Draußen vor der Tür (Premiere: November 1997) zu sehen. Außerdem führte er am Stendaler Theater auch wieder Regie, z. B. bei Shakespeares sämtliche Werke (leicht gekürzt), Pinocchio und Das Geheimnis der Irma Vep.
2002 wechselte Meyer, noch unter der Intendanz von Paul Esterházy, an das Theater Aachen. Dort war er über 16 Jahre bis zu seinem Tode festes Mitglied des Aachener Schauspielensembles. Am Theater Aachen gehörte Meyer aufgrund seiner „Wandlungsfähigkeit“ und seines „unglaublichen Gespürs für Komik und für Timing“ zu den „prägenden“ Schauspielern und galt als „Publikumsliebling“. 2011 wurde er für seine schauspielerische Gesamtleistung mit dem Aachener Kurt-Sieder-Theaterpreis ausgezeichnet.
Am Theater Aachen trat er während seines Engagements in über 70 verschiedenen, ernsten wie tragischen Rollen auf. Oft wurde er als „Fiesling“ besetzt.
Zu seinen Bühnenrollen gehörten so verschiedene Charaktere und Figuren wie Goethes Faust und Mephisto, die Titelfigur in Kleists Amphitryon, die Schlange Kaa im Dschungelbuch oder der Schmetterling in Die Schneekönigin. Am Theater Aachen spielte er unter anderem klassische Theaterrollen wie Graf Orsino in Was ihr wollt, Philipp II. in Don Karlos und Präsident von Walter in Kabale und Liebe. Esterházys Nachfolger als Intendant, Michael Schmitz-Aufterbeck, übernahm Meyer ins neue Aachener Ensemble, wo er 2005 in Ludger Engels’ Schauspieleröffnungsinszenierung Anna Karenina mitwirkte.
In der Spielzeit 2009/10 war er der eingebildete Kranke Argan in der musikalischen Komödie Le malade imaginaire von Molière und Marc-Antoine Charpentier. In der Spielzeit 2010/11 verkörperte er, als Rock’n’Roller mit E-Gitarre, den Tod in Ewa Teilmans’ Inszenierung von Berlin Alexanderplatz. Ab März 2014 war er die Titelfigur Walter Faber in einer Bühnenfassung des Romans Homo faber von Inge Zeppenfeld und Jan Langenheim, eine Rolle, die er in den folgenden drei Jahren immer wieder in den Kammerspielen des Theaters Aachen spielte. In der Spielzeit 2014/15 übernahm er den Voland in Bernadette Sonnenbichlers Inszenierung von Der Meister und Margarita. In Christian von Treskows Inszenierung des Dürrenmatt-Stücks Die Physiker, die im September 2016 ihre Premiere am Theater Aachen hatte, war der Patient Ernst Heinrich Ernesti (Einstein). In der Spielzeit 2016/17 übernahm er außerdem, als eine seiner letzten Rollen, den Joe Keller in Arthur Millers Frühwerk Alle meine Söhne.
Zu Beginn seiner Schauspielkarriere wirkte Meyer unter dem Namen Karsten-Michael Meyer im Polizeiruf 110: Katharina (Erstausstrahlung Oktober 1989) mit, wo er Johann, den jugendlichen Liebhaber einer lebenslustigen Frau, spielte. Dies blieb, soweit bekannt, Meyers einzige Filmarbeit.
Neben seiner künstlerischen Tätigkeit als Schauspieler und Theaterregisseur war Karsten Meyer auch als Musiker aktiv. Er war Sänger, Komponist, Songwriter und Gitarrist der von ihm gegründeten Band „The White Elephants“. Seine Kompositionen waren vor allem von der Musik der Rolling Stones, der Beatles und von Bob Dylan beeinflusst. In mehreren Bühnenproduktionen trat er als Musiker auf.
Karsten Meyer hatte zwei Töchter, die Kostümbildnerin Lea Reusse und die Schauspielerin Linn Reusse. Er war mit der italienischen Musikerin und Tänzerin Annalisa Derossi verheiratet und Vater eines gemeinsamen Sohnes. Er starb im Alter von 53 Jahren nach kurzer, schwerer Krankheit. Er wurde in Berlin beigesetzt.